# تاتیانا پاولونا
تاتیانا پاولونا (ایتالیایی: Tatyana Pavlova؛ ۱۰ دسامبر ۱۸۹۰ – نوامبر ۱۹۷۵) بازیگر و کارگردان اهل امپراتوری روسیه و ساکن ایتالیا بود.
از فیلم‌ها یا مجموعه‌های تلویزیونی که وی در آن‌ها نقش داشته است، می‌توان به جادوی سیاه اشاره نمود.